# Улрих I фон Гунделфинген
Улрих I фон Гунделфинген (на немски: Ulrich I von Gundelfingen; † сл. 1228) е благородник от Гунделфинген на Дунав.

## Произход и наследство
Той е син на Готфрид фон Гунделфинген († сл. 1172) и внук на Диемо I фон Гунделфинген († сл. 1150), господар на замък Хеленщайн над Хайденхайм ан дер Бренц, и съпругата му фон Ронсберг.
Брат му Готфрид IIфон Гунделфинген († 1197) е епископ на Вюрцбург през 1197 г. Сестра му Аделхайд фон Гунделфинген († 1230) е омъжена ок. 1187 г. във Вайкерсхайм за Хайнрих фон Вайкерсхайм-Хоенлое († сл. 1212).
През 1250 г. наследството на фамилията фон Гунделфинген се поделя и през 1293 г. замъкът им Гунделфинген е продаден на Хабсбургите.

## Фамилия
Улрих I фон Гунделфинген се жени за Маргарета фон Хеленщайн († ок. 1233), дъщеря на Дегенхард фон Хеленщайн († сл. 1182). Те имат три деца:
- дъщеря (* ок. 1218), омъжена ок. 1239 г. за Бертолд I фон Шауенбург (* ок. 1205; † сл. 1281)
- Дегенхард фон Гунделфинген († сл. 1243), неженен
- Улрих II фон Гунделфинген-Хеленщайн († 30 април 1280), женен за Аделхайд фон Албек († пр. 1279), дъщеря на Зибото фон Албек († сл. 1220).

Улрих I е дядо е на Андреас фон Гунделфинген, епископ на Вюрцбург (1303 – 1313), и прадядо на Дегенхард фон Гунделфинген-Хеленщайн, епископ на Аугсбург (1303 – 1307).